# Historia de Siria
La historia de Siria comprende los acontecimientos que han tenido lugar en este país desde la prehistoria hasta la actualidad, marcados por la situación geográfica.
La región de Siria fue el centro de una civilización semita de gran importancia en torno a las ciudades de Ebla y Ugarit. Allí tuvo lugar el descubrimiento del bronce.
La historia de Siria abarca acontecimientos ocurridos en el territorio de la actual República Árabe Siria y acontecimientos ocurridos en la región de Siria. A lo largo de la antigüedad, el territorio de la actual República Árabe Siria fue ocupado y gobernado por varios imperios, entre ellos los sumerios, mitannios, asirios, babilonios, egipcios, hititas, cananeos, fenicios, arameos, amorreos, persas, griegos y romanos.  Se considera que Siria surgió como país independiente por primera vez el 24 de octubre de 1945, tras la firma de la Carta de las Naciones Unidas por parte del gobierno sirio, poniendo fin de forma efectiva al mandato de Francia por parte de la Sociedad de Naciones de «prestar asesoramiento y asistencia administrativa a la población» de Siria, que entró en vigor en abril de 1946. 

Partes de Siria y países vecinos formaban parte del Imperio Romano.

Sin embargo, el 21 de febrero de 1958,  Siria se fusionó con Egipto para crear la República Árabe Unida tras la ratificación plebiscitaria de la fusión por las naciones de ambos países, pero se separó de ella en 1961, recuperando así su plena independencia. Desde 1963, la República Árabe Siria ha estado gobernada por el Partido Baaz, dirigido por la familia Assad en exclusiva desde 1970. En la actualidad, Siria está fracturada entre fuerzas rivales debido a la guerra civil siria.
Durante los años 1950 y 1960 se sucedieron varios golpes de Estado y las relaciones exteriores estaban marcadas por la oposición al estado de Israel.

## Historia antigua

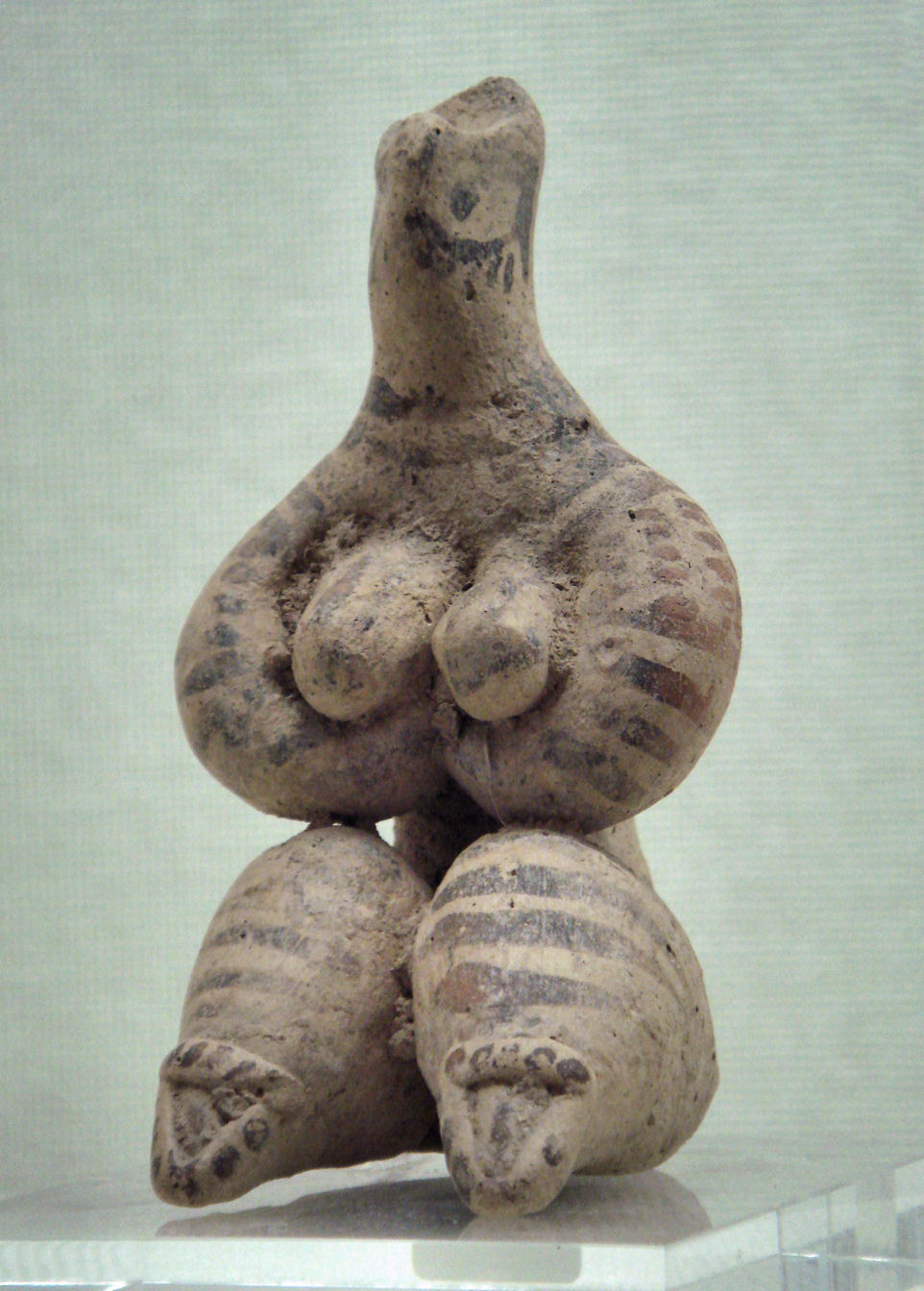
Figurilla femenina, en el Museo del Antiguo Oriente, Siria, 5000 a. C.

Los restos más antiguos encontrados en Siria datan de la era del Paleolítico (800 000 a. C.) El 23 de agosto de 1993, un equipo de excavación conjunto de Japón y Siria descubrió restos humanos paleolíticos fosilizados en la cueva Dederiyeh, a 400 km al norte de Damasco. Los huesos encontrados en esta cueva masiva eran los de un niño neandertal, que se estima que tenía unos dos años, que vivió en la era del Paleolítico medio (200 000-40 000 años atrás). Aunque ya se habían descubierto anteriormente muchos huesos de neandertal, esta era la primera vez que se encontraba el esqueleto de un niño casi completo en su estado original.

### Civilización ebla
Los arqueólogos han demostrado que la civilización en Siria era una de las más grandes antiguas sobre la Tierra. Alrededor de la ciudad excavada de Ebla en el norte de Siria, descubierta en 1975, un gran imperio semita se diseminó desde el Mar Rojo norte hasta Turquía y al este hasta Mesopotamia desde el 2500 hasta el 2400 A.C. Ebla parece haber sido fundada alrededor del 3000 A.C y construyó gradualmente su imperio a través del comercio con las ciudades de Sumeria y Akkad, así como también con pueblos al noroeste. La ciudad de Ebla durante ese tiempo tenía una población estimada en 260,000. Los eruditos creen que la lengua de Ebla estaba entre las lenguas escritas más antiguas. La civilización ebla fue probablemente conquistada por Sargón de Acad alrededor del año 2260 A.C.; la ciudad fue restaurada como la nación de los amoritas unos siglos después y floreció a principios del segundo milenio AC hasta que fue conquistada por los hititas.

## Antigüedad
Durante el segundo milenio a. C., Siria estuvo ocupada sucesivamente por cananeos, fenicios, y arameos como parte de las desorganizaciones generales asociadas con los Pueblos del Mar. Los hebreos finalmente se establecieron al sur de Damasco, en la región conocida como Canaán; los fenicios se establecieron a lo largo de la costa de estas áreas, así como también en el oeste, en la zona (Líbano) ya conocida por sus cedros.
En el siglo XI a. C. A comienzos del primer milenio antes de Cristo, los arameos formaron varios reinos, abandonando su estilo de vida nómada y formaron estados federados tribales. Uno de estos reinos era Aram-Damasco, centrada en su capital, Damasco. La ciudad ganaría preeminencia en el sur de Siria desde el año 965 a. C. cuando se estableció el reino independiente de Aram-Damasco. Este nuevo estado se expandió al sur e impidió que el Reino de Israel se extendiera hacia el norte, pero los dos reinos pronto se enfrentaron ya que ambos trataron de dominar la región y de obtener la hegemonía comercial en el este. En 853 a. C., el rey Ben-Hadad I de Damasco conformó una coalición levantina, que incluía fuerzas del reino Aram-Hamat y tropas suministradas por el rey Acab de Israel, logrando vencer en la batalla de Qarqar al ejército de Asiria.
En el siglo VIII a. C. Damasco fue derrotada y prácticamente engullida por los asirios y entró en una era de tinieblas. Los Egipcios, asirios, babilonios e hititas ocuparon sucesivamente el estratégico suelo de Siria durante este periodo, mientras fuera una tierra de paso entre sus imperios.
Los persas tomaron el control de Siria como parte de su control general del suroeste de Asia. Este control se transfirió a los griegos tras las conquistas de Alejandro Magno. Tras su muerte la hegemonía de Siria pasó a la Dinastía Antigónida , y subsecuentemente a los Seléucidas y posteriormente los romanos. Seleuco I Nicátor fundó a finales del siglo IV a. C. a Antioquía, como capital de su imperio en Siria. En el año 83 a. C., cayó bajó el rey de Armenia, Tigranes el Grande. Los armenios la gobernaron durante trece años, hasta que finalmente el país fue incluido en la provincia romana de Siria, en el año 64 a. C.

### Época romana
El general romano Pompeyo el Grande capturó Antioquía en el 64 a. C., convirtiendo a Siria en una provincia Romana y puso fin al dominio armenio, estableciendo la ciudad de Antioquía como su capital.
Siria fue una provincia romana desde el 64 a. C. hasta  636.
En el periodo de gobierno romano, la gran ciudad de Antioquía, (llamada la «Atenas del este» era la capital provincial. Era una de las más grandes ciudades del mundo antiguo, con una población estimada de 500.000 habitantes, siendo un boyante centro de comercio e industria. Al ser una de las ciudades más ricas y populosas de las provincias del Imperio romano, se ha estimado que la población de la Siria romana a comienzos del Imperio, solo fue sobrepasada a mitades del siglo XX, con un censo de 8 millones o más, incluyendo a Palestina y al territorio del río Jordán, excluida la parte oriental de la actual región allende el Éufrates.
En la época romana, Siria fue la cuna de Heliogábalo, un emperador romano de la dinastía Severa que reinó desde 218 hasta 222. Su familia tenía derechos hereditarios sobre el sacerdocio del dios del sol El-Gabal, de quien Heliogábalo era el sumo sacerdote en Emesa (actual Homs), en sirio.

### Paleocristianismo
Siria fue importante en la historia del cristianismo: Pablo de Tarso se convirtió a esta religión en la carretera a Damasco y emergió como una significante figura del primer núcleo de la Iglesia cristiana de Antioquía, primera ciudad no judía que se convirtió al cristianismo. Ciudad a la que peregrinó a menudo en sus viajes misionales.

## Época islámica

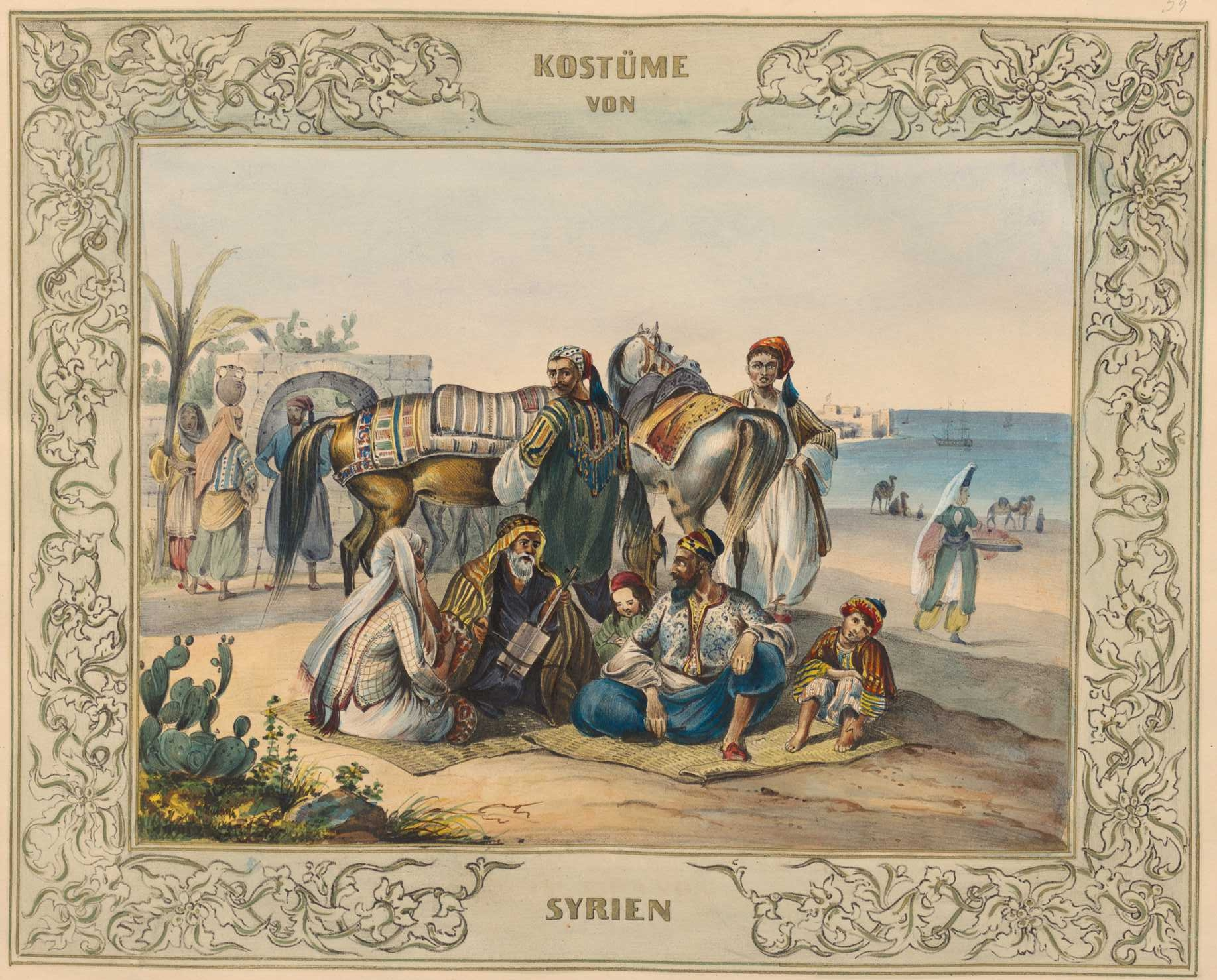
Vestidos De Siria Durante el periodo Otomano

En el siglo VII, Siria fue conquistada por los árabes, y la cultura actual data de aquella conquista musulmana. En 634-640, Siria fue conquistada por los árabes musulmanes en la forma del ejército Rashidun liderado por Jálid ibn al-Walid, lo que resultó en que la región se convirtiera en parte del imperio eilámico, el Califato ortodoxo. A mediados del siglo VII, la dinastía omeya, entonces gobernantes del imperio, colocó la capital del imperio en Damasco. Siria quedó dividida en cuatro distritos: Damasco, Homs, Palestina y Jordania. El imperio islámico se expandió rápidamente y en su apogeo se extendió desde España hasta la India y partes de Asia Central; así Siria prosperó económicamente, siendo el centro del imperio. Los primeros gobernantes omeyas, como Abd al-Málik y Walid I, construyeron varios palacios y mezquitas espléndidos en toda Siria, particularmente en Damasco, Alepo y Homs.
Secciones de la línea costera de Siria fueron tomadas por señores francos durante las Cruzadas en el siglo XII. En el siglo XIII, llegaron los primeros mongoles, destruyendo ciudades y canales de irrigación. A finales del siglo XV, el descubrimiento de una ruta marítima desde Europa hasta el Lejano Oriente terminó con la necesidad de una ruta comercial a través de Siria. Destruida por los mongoles, Siria fue parte del Imperio otomano desde el siglo XVI hasta el siglo XX, y se encontró así misma enormemente apartada e ignorada por los asuntos mundiales.

## Época otomana

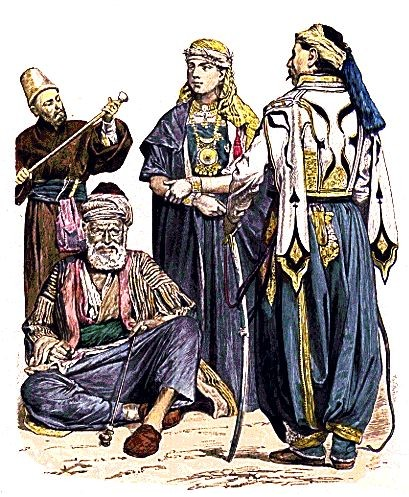
Vestimenta otomano-siria en el.

Siria otomana, alrededor de 1683.

El sultán otomano Selim I conquistó la mayor parte de Siria en 1516 después de derrotar a los mamelucos en la batalla de Marj Dabiq, cerca de Alepo. Siria fue parte del Imperio Otomano desde 1516 hasta 1918, aunque con dos breves capturas por parte de los safávidas iraníes, especialmente bajo el Shah Ismaíl I y el Shah Abás el Grande. El dominio otomano no era una carga para los sirios porque los turcos, como musulmanes, respetaban el árabe como lengua del Corán y aceptaban el principio de defensores de la fe. Damasco se convirtió en el principal punto de enlace de la Meca y, como tal, adquirió un carácter sagrado para los musulmanes, debido a la Baraka (bendición)baraka (fuerza espiritual o bendición) de los innumerables peregrinos que pasaban por allí en el hadj, la peregrinación a La Meca.

## SiglosXXyXXI
En 1919, se estableció el Reino Árabe de Siria dependiente de corta duración bajo el gobierno de Emir Faisal I de la dinastía Hachemita, quien más tarde se convirtió en el rey de Irak. En marzo de 1920, el Congreso Nacional Sirio proclamó a Faisal rey de Siria en sus límites naturales: desde las montañas Tauro en Turquía hasta el desierto del Sinaí en Egipto. Sin embargo, su gobierno duró solo unos meses, terminando después de un enfrentamiento entre sus fuerzas árabes sirias y las fuerzas francesas en la Batalla de Maysalun. Las tropas francesas tomaron el control de Siria y obligaron a Faisal a huir.

Tras la Primera Guerra Mundial, el Imperio otomano se disolvió, y en 1922, en la Conferencia de San Remo, la Liga de las Naciones repartió el dominio de la antigua Siria entre dos países: el Reino Unido recibió Transjordania y Palestina, y Francia recibió a las que se convertirían en las actuales Siria y Líbano.

### Inestabilidad y crecimiento: desde la independencia hasta 1970

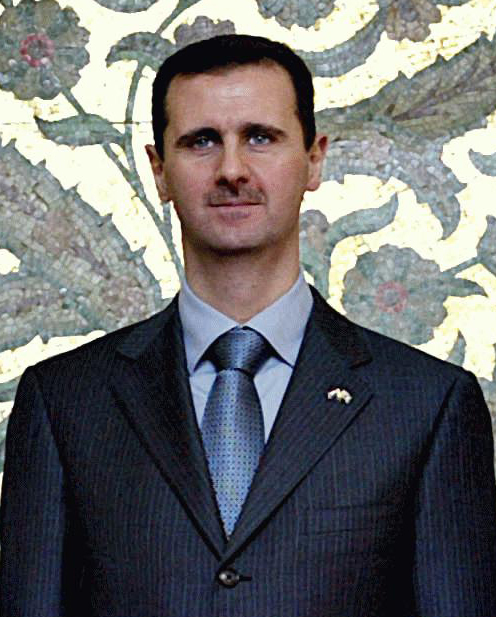
Bashar al-Asad, expresidente de Siria.

Aunque el rápido desarrollo económico siguió a la declaración de independencia, la política siria desde la independencia hasta los últimos años de la década del 60 estuvo marcada por el cataclismo. Entre 1946 y 1956, Siria tuvo 20 gabinetes diferentes y redactó cuatro constituciones separadas. En 1948, Siria estuvo involucrada en la guerra árabe-israelí. El ejército sirio fue sacado del área de Israel, pero fortificó sus fortalezas en los Altos del Golán y logró mantener sus antiguos límites. Una serie de golpes militares, iniciada en 1949, minó al gobierno civil y condujo a la toma del poder al coronel de ejército Adib Shishakli en 1951. Tras el derrocamiento del presidente Shishakli en un golpe de 1954, las continuas maniobras políticas apoyadas por facciones competidoras en el ejército llevó finalmente elementos nacionalistas y socialistas árabes al poder.
Durante la crisis de Suez de 1956, tras la invasión de la península del Sinaí por tropas israelíes, y la intervención de tropas británicas y francesas, se declaró ley marcial en Siria. Más tarde, tropas sirias e iraquíes fueron trasladadas a Jordania para prevenir una posible invasión israelita. Los ataques de noviembre de 1956 sobre oleoductos iraquíes fueron en venganza por la aceptación de Irak dentro del Pacto de Bagdad. A principios de 1957, Irak asesoró a Egipto y Siria contra una concebible toma de posesión de Jordania.
En noviembre de 1956 Siria firmó un pacto con la Unión Soviética, proporcionando un asidero para la influencia comunista dentro del gobierno a cambio de aviones, tanques, y otros equipos militares que eran enviados a Siria. Este aumento en la fortaleza de la tecnología militar siria preocupaba a Turquía, mientras que parecía factible que Siria pudiese intentar retomar Alejandreta, una antigua ciudad siria que está en la actualidad en Turquía. Por otro lado, Siria y la URSS acusaron a Turquía de acumular sus tropas en la frontera siria. Durante esta reserva, los comunistas ganaron más control sobre el gobierno y ejército sirios. Sólo los acalorados debates en las Naciones Unidas (de la cual Siria era miembro original) aminoraron la amenaza de guerra.
La inestabilidad política de Siria durante los años después del golpe de 1954, el paralelismo de las políticas sirias y egipcias, y la atracción del liderazgo del presidente egipcio Gamal Abdel Nasser en el amanecer de la crisis de Suez, crearon el apoyo en Siria para la unión con Egipto. El 1 de febrero de 1958, el presidente sirio Shukri al-Kuwatli y Nasser anunciaron la fusión de los dos países, creando la República Árabe Unida, y todos los partidos políticos sirios, así como los comunistas en ese respecto, cesaron sus actividades abiertas.
La unión no fue un éxito, no obstante. Después de un golpe militar el 28 de septiembre de 1961, Siria se separó, restableciéndose a sí misma como la República Árabe Siria. La inestabilidad caracterizó los siguientes 18 meses, con varios golpes culminando el 8 de marzo de 1963, en la instalación por parte de los oficiales izquierdistas del ejército sirio del Consejo Nacional del Comando Revolucionario (CNCR), un grupo de funcionarios militares y civiles que asumieron el control de toda autoridad ejecutiva y legislativa. La toma de posesión fue preparada por miembros del Partido de Resurrección Socialista Árabe (Partido Ba'ath), activo en Siria y otros países árabes desde los últimos años de la década del 1940. El nuevo gabinete estuvo dominado por los miembros del Ba'ath.
La toma del Ba'ath en Siria siguió a un golpe de Estado del Ba'ath en Irak el mes anterior. El nuevo gobierno sirio exploró la posibilidad de federación con Egipto e Irak controlado por el Ba'ath. El acuerdo se materializó en El Cairo el 17 de abril de 1963, plasmándose en un referéndum sobre la unidad que se celebraría en septiembre de 1963. Sin embargo, pronto aparecieron desacuerdos entre las partes y la materialización de la federación tripartita fracasó. Después de eso, los regímenes del Ba'ath en Siria e Irak comenzaron a trabajar por la unidad bilateral. Estos planes fracasaron en noviembre de 1963, cuando el régimen Ba'ath en Irak fue derrocado. En mayo de 1964, el presidente Amin al-Hafiz de la CNCR promulgó una constitución provisional que aseguraba al Consejo Nacional de la Revolución (CNR), una legislatura compuesta de representantes de sindicatos de organizaciones masivas—laborales, campesinos y profesionales, un consejo presidencial, al que el poder ejecutivo le era conferido, y un gabinete. El 23 de febrero de 1966, un grupo de oficiales del ejército llevó a cabo un exitoso golpe intrapartidario y pusieron en prisión al presidente Hafiz, disolvieron el gabinete y la CNR, abrogaban a la constitución provisional, y diseñaron un gobierno regionalista y civil del Ba'ath el 1 de marzo. Los líderes del golpe lo describieron como una "rectificación" de los principios del partido Ba'ath. Las nacionalizaciones y la reforma agraria se aceleraron y, a pesar de descontentar a la burguesía mercantil, aseguraron al régimen el apoyo de los pequeños campesinos, grandes beneficiarios del reparto de tierras. La construcción de la presa de Tabqa en el Éufrates, a partir de 1965, con ayuda de la Unión Soviética, simbolizó la era de progreso que pretendían abrir los nuevos dirigentes del país. Israel invadió Siria en la guerra de junio de 1967 y capturó y ocupó los Altos del Golán. Esta invasión debilitó al régimen socialista establecido por el golpe de 1966.
El conflicto se desarrolló entre un ala militar moderada y un ala civil más radical del partido Ba'ath. La retirada en 1970 de las fuerzas sirias enviadas para ayudar a la OLP durante las hostilidades del "Septiembre Negro" con Jordania reflejaron este desacuerdo político dentro de la jefatura del partido Ba'ath. El 13 de noviembre de 1970, el ministro de Defensa Hafez al-Asad efectuó un golpe militar pacífico, expulsando a la jefatura civil y asumiendo el rol de primer ministro.

### Desde 1970 hasta nuestros días
Hafez al-Asad gobernó Siria durante 30 años. En los mismos hay que destacar la intervención de Siria en la guerra contra Israel en 1973, conocida como guerra de Yom Kipur.
Hafez Al-Assad lanzó un «movimiento correctivo» que marcó una pausa en la revolución. El Baath abandonó la línea de Jadid y su doctrina de exportar la revolución. Copiada de la inflexión dada al nasserismo por el egipcio Anwar Sadat , la nueva doctrina de Al-Assad hacía hincapié en el nacionalismo sirio, la resistencia contra Israel y el desarrollo del ejército gracias a la ayuda soviética. Las medidas de liberalización económica pretendían ganarse el apoyo de la burguesía comercial urbana, duramente golpeada por las nacionalizaciones. Para ampliar su base de poder, en 1972 se formó un Frente Nacional Progresista, del que el Baath seguía siendo el elemento central, para agrupar a los comunistas y a otros nacionalistas árabes. El artículo 8 de la Constitución de marzo de 1973 consagraba la preeminencia del partido Baath como «líder de la sociedad y del Estado».
Con el fin de la Guerra Fría, Siria inició negociaciones de paz con Israel, paralelamente a los Acuerdos de Oslo con los palestinos en 1993 y el tratado de paz con Jordania en 1994. Hafez Al-Assad se comprometió con el principio de «tierra por paz», que implicaría la retirada de Israel de los Altos del Golán, ocupados desde 1967. Estas tensas negociaciones continuaron, no sin contratiempos, hasta que fracasaron en la cumbre de Ginebra  en marzo de 2000 por la cuestión de la demarcación de fronteras.
A la muerte de Hafez al-Asad en el año 2000 le sucedió el hijo, Bashar al-Asad.
El inicio de su mandato estuvo marcado por el comienzo de la liberalización. Además de liberar a varios centenares de presos políticos, entre ellos Hermanos Musulmanes y comunistas, el nuevo presidente promulgó leyes que facilitaban la inversión privada y el desarrollo del sector bancario. Los trabajos preparatorios del décimo Congreso del Baaz (junio de 2005), en los que participaron intelectuales independientes, revelaron una sed de cambio. Algunos dirigentes del partido propusieron que se abandonara el papel dirigente que le confería la Constitución. Algunos propusieron incluso sustituir el tercer término del lema histórico del Baas, «Unidad, Libertad, Socialismo», por la palabra «democracia». Pero, presionado por los dirigentes del aparato de seguridad y por temor a que la más mínima apertura desestabilizara todo el edificio, Bashar Al-Assad optó finalmente por el statu quo.
En la escena internacional, los peligros iban en aumento. El jefe de Estado sirio se encuentra bajo la presión combinada del presidente estadounidense, George W. Bush, y de su homólogo francés, Jacques Chirac. El primero, cuyo ejército acababa de invadir Irak (2003), considera a Siria como otro «Estado canalla», por sus vínculos con Irán y Hezbolá. El segundo critica a Bashar Al-Assad por interferir en los asuntos políticos libaneses.

### Guerra civil siria
La guerra civil siria (en árabe: الحرب الأهلية السورية‎ al-Ḥarb al-ahliyya al-sūriyya) es un conflicto bélico iniciado a principios de 2011 y que se desarrolla en la actualidad en Siria. El conflicto se inició tras las protestas antigubernamentales de 2011, que degeneraron en enfrentamientos entre las fuerzas armadas del país y la oposición, formada por varios grupos terroristas y apoyados por varios países, incluidas las dos mayores potencias nucleares, así como otras potencias regionales.